# Mistrzowie strongman: Wielka Brytania
Mistrzowie strongman: Wielka Brytania – doroczne, indywidualne zawody siłaczy, organizowane w Wielkiej Brytanii.
Na terenie Wielkiej Brytanii odbywają się dwa niezależne cykle zawodów siłaczy, w których mogą brać udział wszyscy brytyjscy zawodnicy. Starszy, rozgrywany od 1979 r., pod nazwą Mistrzostwa Wielkiej Brytanii Strongman (Britain’s Strongest Man) oraz rozgrywany od 1992 r., pod nazwą Mistrzostwa Zjednoczonego Królestwa Strongman (UK's Strongest Man Ultimate Strength Challenge).

## Mistrzostwa Wielkiej Brytanii Strongman
| Rok  | Mistrz                                   |
| ---- | ---------------------------------------- |
| 1979 | Geoff Capes Anglia                       |
| 1980 | Richard Slaney Anglia                    |
| 1981 | Geoff Capes Anglia                       |
| 1982 | Richard Slaney Anglia                    |
| 1983 | Geoff Capes Anglia                       |
| 1984 | Alan Crossley Irlandia Północna          |
| 1985 | NIE ROZGRYWANO                           |
| 1986 | NIE ROZGRYWANO                           |
| 1987 | NIE ROZGRYWANO                           |
| 1988 | Jamie Reeves Anglia                      |
| 1989 | Jamie Reeves Anglia                      |
| 1990 | Adrian Smith Anglia                      |
| 1991 | Gary Taylor Walia                        |
| 1992 | Jamie Reeves Anglia                      |
| 1993 | Forbes Cowan Szkocja                     |
| 1994 | Bill Pittuck Anglia                      |
| 1995 | Forbes Cowan Szkocja / Gary Taylor Walia |
| 1996 | Russ Bradley Anglia                      |
| 1997 | Rob Dixon Anglia                         |
| 1998 | Jamie Reeves Anglia                      |

| Rok  | Mistrz                       | Wicemistrz              | Drugi Wicemistrz              |
| ---- | ---------------------------- | ----------------------- | ----------------------------- |
| 1999 | Glenn Ross Irlandia Północna | Steve Brooks Anglia     | Jamie Barr Szkocja            |
| 2000 | Glenn Ross Irlandia Północna | Steve Brooks Anglia     | Brian Bell Szkocja            |
| 2001 | Glenn Ross Irlandia Północna | Rob Dixon Anglia        | Adrian Rollinson Anglia       |
| 2002 | Marc Iliffe Anglia           | Gregor Edmunds Szkocja  | Dave Warner Irlandia Północna |
| 2003 | Richard Gosling Anglia       | Gregor Edmunds Szkocja  | Glenn Ross Irlandia Północna  |
| 2004 | Richard Gosling Anglia       | Adrian Rollinson Anglia | Oli Thompson Anglia           |
| 2005 | Michael Gosling Anglia       | Carl Waitoa Irlandia    | Adrian Rollinson Anglia       |
| 2006 | Oli Thompson Anglia          | Mark Felix Anglia       | Terry Hollands Anglia         |
| 2007 | Terry Hollands Anglia        | Mark Felix Anglia       | Darren Sadler Anglia          |
| 2008 | Jimmy Marku Anglia           | Terry Hollands Anglia   | Mark Felix Anglia             |
| 2009 | NIE ROZGRYWANO               | NIE ROZGRYWANO          | NIE ROZGRYWANO                |

## Mistrzostwa Zjednoczonego Królestwa Strongman
| Rok  | Mistrz                       | Wicemistrz                                  | Drugi Wicemistrz              |
| ---- | ---------------------------- | ------------------------------------------- | ----------------------------- |
| 1992 | Adrian Smith Anglia          | Bill Pittuck Anglia                         | nieznany                      |
| 1993 | Bill Pittuck Anglia          | nieznany                                    | nieznany                      |
| 1994 | Tommy Smith Anglia           | Bill Pittuck Anglia                         | Lee Bowers Anglia             |
| 1995 | Dave Miles Anglia            | David Waters Anglia / Graham Mullins Anglia | nieznany                      |
| 1996 | Graham Mullins Anglia        | Gary Meyern Anglia                          | John O’Neil Irlandia Północna |
| 1997 | Adrian Smith Anglia          | Graham Mullins Anglia                       | Bill Pittuck Anglia           |
| 1998 | Adrian Smith Anglia          | Richard Gosling Anglia                      | Dave Miles Anglia             |
| 1999 | Richard Gosling Anglia       | Gary Meyern Anglia                          | Adrian Smith Anglia           |
| 2000 | Richard Gosling Anglia       | Gary Meyern Anglia                          | Adam Townsend Anglia          |
| 2001 | Steve Brooks Anglia          | Richard Gosling Anglia                      | Mick Gosling Anglia           |
| 2002 | nieznany                     | nieznany                                    | nieznany                      |
| 2003 | nieznany                     | nieznany                                    | nieznany                      |
| 2004 | Glenn Ross Irlandia Północna | Brian Irwin Irlandia Północna               | Carl Waitoa Irlandia          |
| 2005 | Terry Hollands Anglia        | Mark Lawson Anglia                          | Simon Morton Anglia           |
| 2006 | Glenn Ross Irlandia Północna | Terry Hollands Anglia                       | Jimmy Marku Anglia            |
| 2007 | Glenn Ross Irlandia Północna | Jimmy Marku Anglia                          | Simon Flint Anglia            |
| 2008 | Glenn Ross Irlandia Północna | Dave Warner Irlandia Północna               | Jimmy Marku Anglia            |
| 2009 | Jimmy Marku Anglia           | Glenn Ross Irlandia Północna                | Mark Westaby Anglia           |